# Dover (Tennessee)
Dover város az USA Tennessee államában. Lakosainak száma 1826 fő (2020. április 1.).

## Népesség
A település népességének változása:
| Lakosok száma | 1417 | 1457 | 1826 |
|               | 2010 | 2015 | 2020 |